# البرتو، سیلسیان ویوودشیپ
البرتو، سیلسیان ویوودشیپ (به لاتین: Albertów, Silesian Voivodeship) یک منطقهٔ مسکونی در لهستان است که در Gmina Lipie واقع شده‌است.

## خصوصیات
البرتو ۳۶۹ نفر جمعیت دارد.